# Joan Bassegoda i Nonell
Joan Bassegoda Nonell (Barcelone, 9 février 1930 - Barcelone, 30 juillet 2012) est un docteur en architecture catalan.
Spécialiste de la restauration des monuments, il fut professeur à l'école d'architecture de Barcelone et directeur de la chaire royale Gaudi dont il était le conservateur permanent. Il est auteur de nombreuses publications et travaux, en particulier sur l'histoire de l'architecture catalane. Parmi ses travaux on note surtout Antoni Gaudí (1852-1926), ouvrage publié en 1989 et qui est sans doute la monographie la plus détaillée sur l'architecte moderniste Antoni Gaudí dont Bassegoda est un grand spécialiste. 
Membre de diverses académies, il fut président de l'Académie royale catalane des beaux arts de Barcelone.

## Articles et publications
- (ca) Joan Bassegoda i Nonell, Antoni Gaudí (1852-1926), 1989, 144 p. (ISBN 978-0-7892-0220-8)
- (ca) Joan Bassegoda i Nonell, « La realitat virtual », Revista Quadern, no 98,‎ 1994, p. 506